# André Lambotte
Pour les articles homonymes, voir Lambotte.
André Lambotte, né en 1943 à Namur, est un artiste peintre belge.

## Biographie
André Lambotte publie Le Travail de l'herbe (2003) reprenant dix-sept fragments de textes poétiques sur le thème de l'herbe, notamment écrits par Matsuo Bashô, Yves Bonnefoy, Paul Celan ou encore Jacques Dupin.